# 兵庫県道510号万勝寺久留美線
兵庫県道510号万勝寺久留美線（ひょうごけんどう510ごう まんしょうじくるみせん）は、兵庫県小野市から三木市に至る一般県道である。

## 概要
小野市万勝寺町から三木市久留美に至る。

### 路線データ
- 起点：小野市万勝寺町（兵庫県道353号大畑小野線交点）
- 終点：三木市久留美（兵庫県道20号加古川三田線交点）
- 総延長：5.102 km

## 路線状況
小野市では田園地帯を通過し、全線2車線である。三木市では加佐から山陽自動車道 久留美BSまでは1車線と2車線が混在する山岳地帯であり、山陽自動車道久留美バスストップ以南は2車線で整備されており、終点付近は当道唯一の信号機がある。

## 地理

### 通過する自治体
- 小野市
- 三木市

### 交差する道路
| 交差する道路             | 市町村名 | 交差する場所 | 交差する場所 |
| ------------------------ | -------- | ------------ | ------------ |
| 兵庫県道353号大畑小野線  | 小野市   | 万勝寺町     | 起点         |
| 兵庫県道20号加古川三田線 | 三木市   | 久留美       | 終点         |

### 沿線
- マスターズゴルフ倶楽部
- E2 山陽自動車道 久留美BS

## ギャラリー

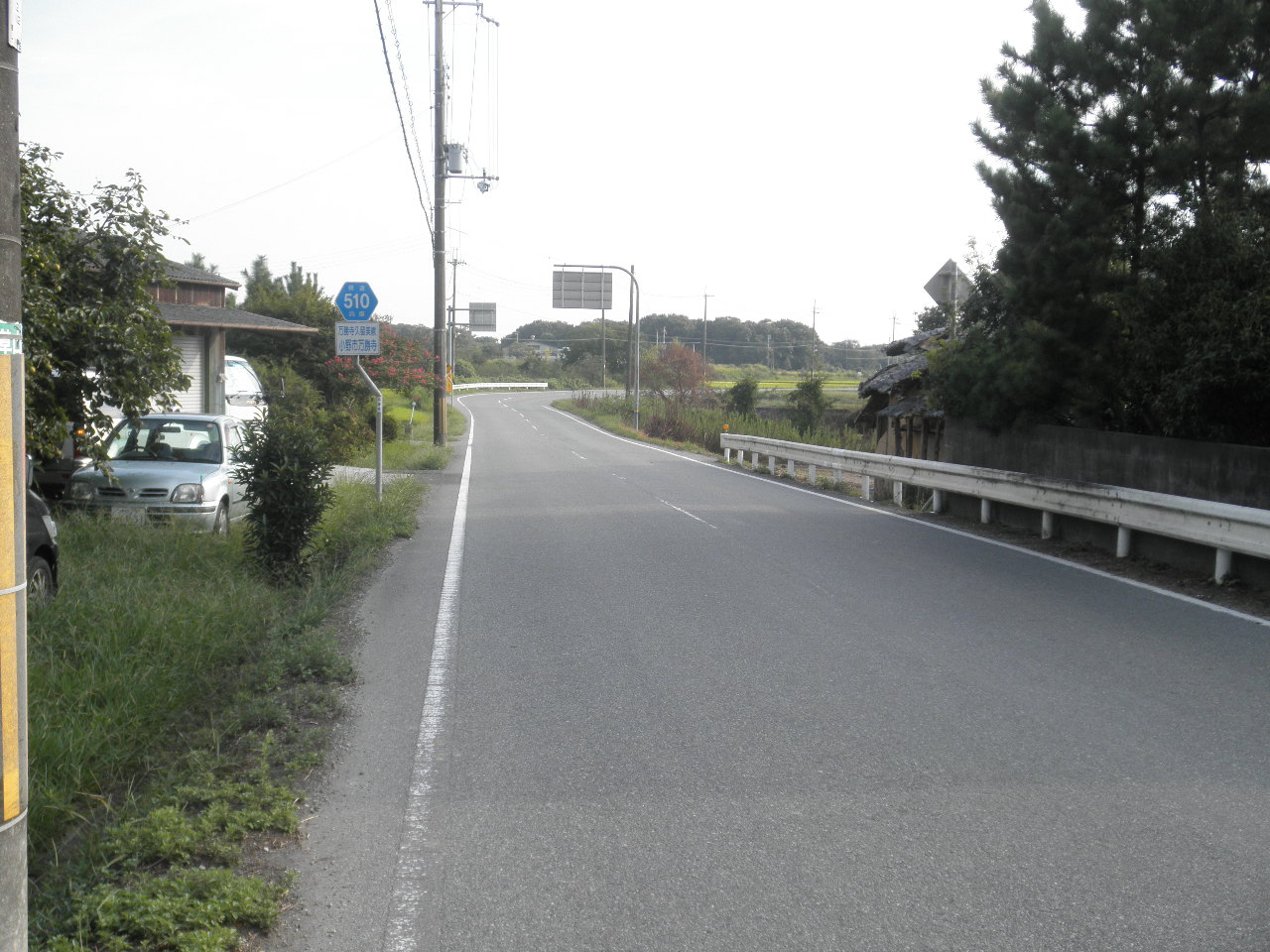
起点付近 小野市万勝寺町で撮影
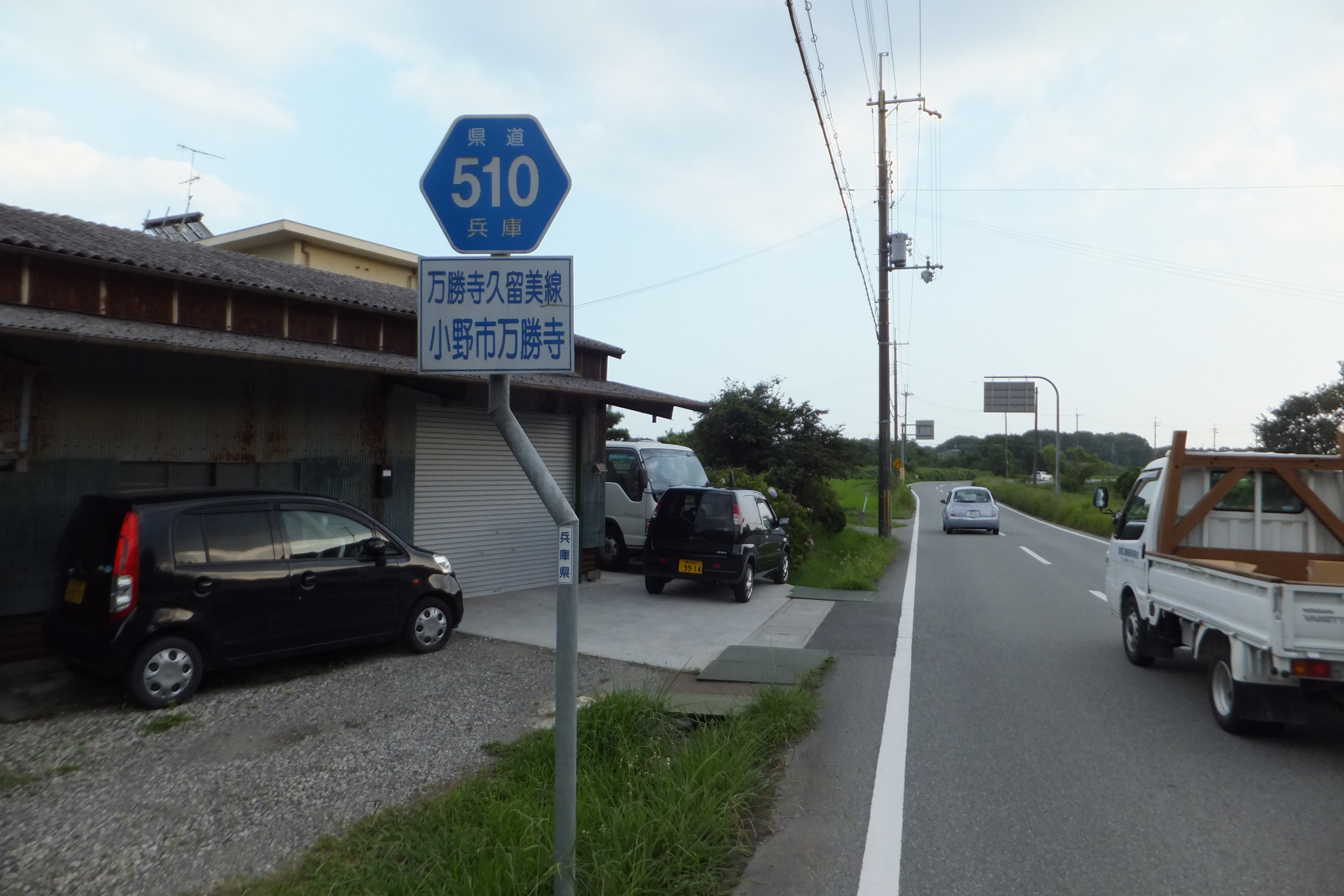
本道の標識 小野市万勝寺町で撮影
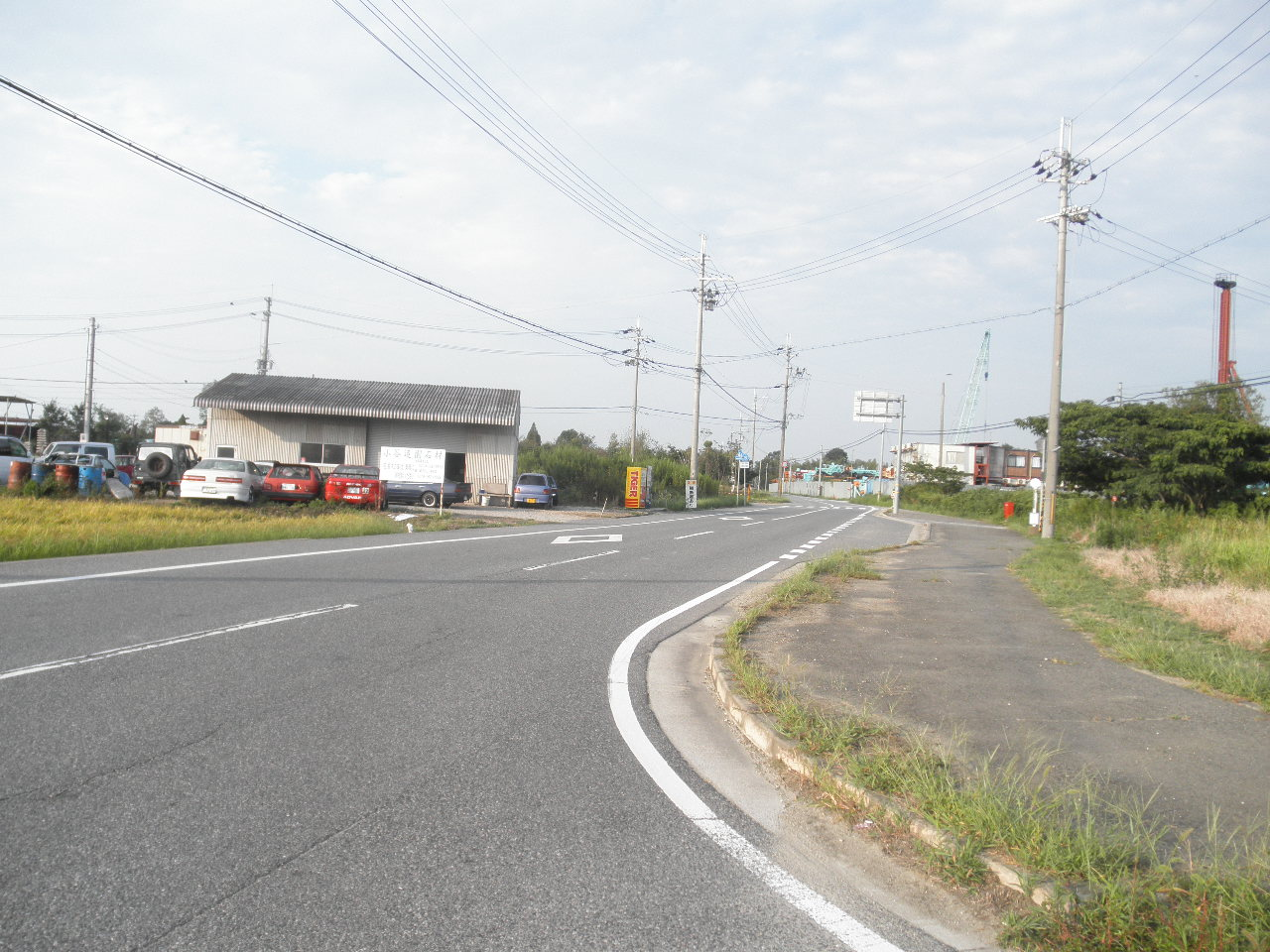
小野市の田園地帯 小野市大開町で撮影
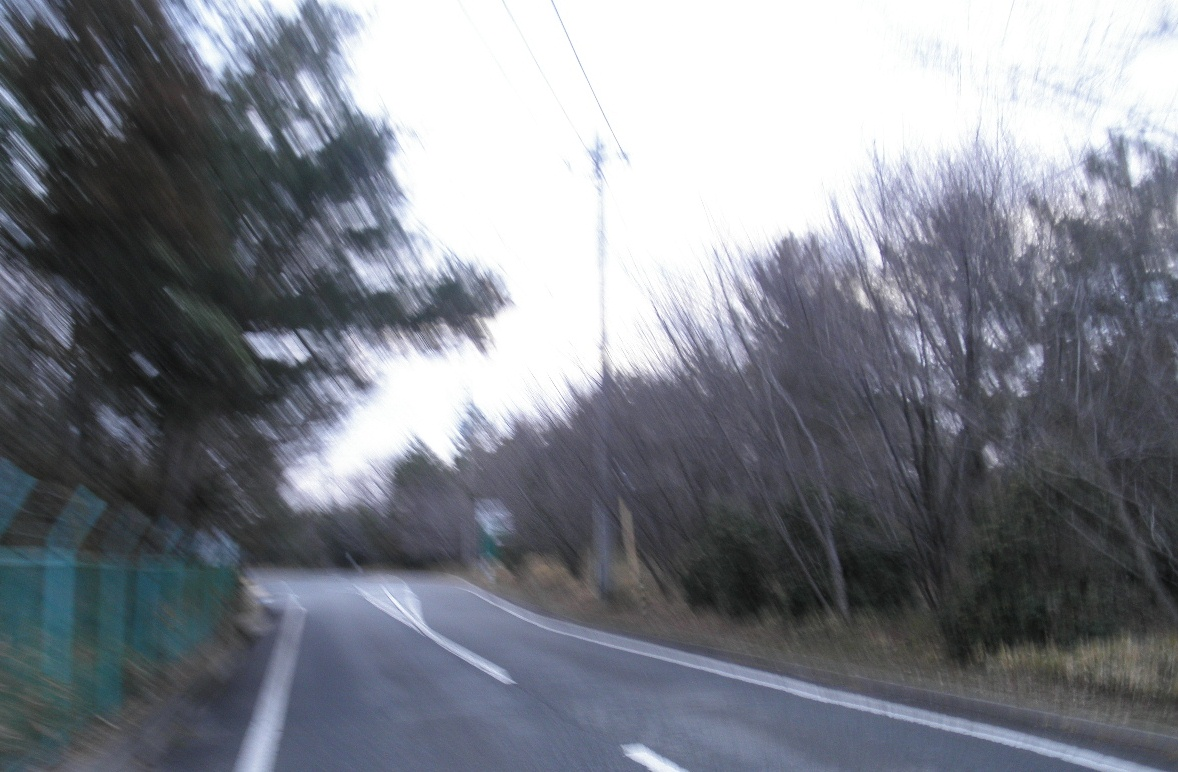
2車線区間 三木市細川町脇川で撮影
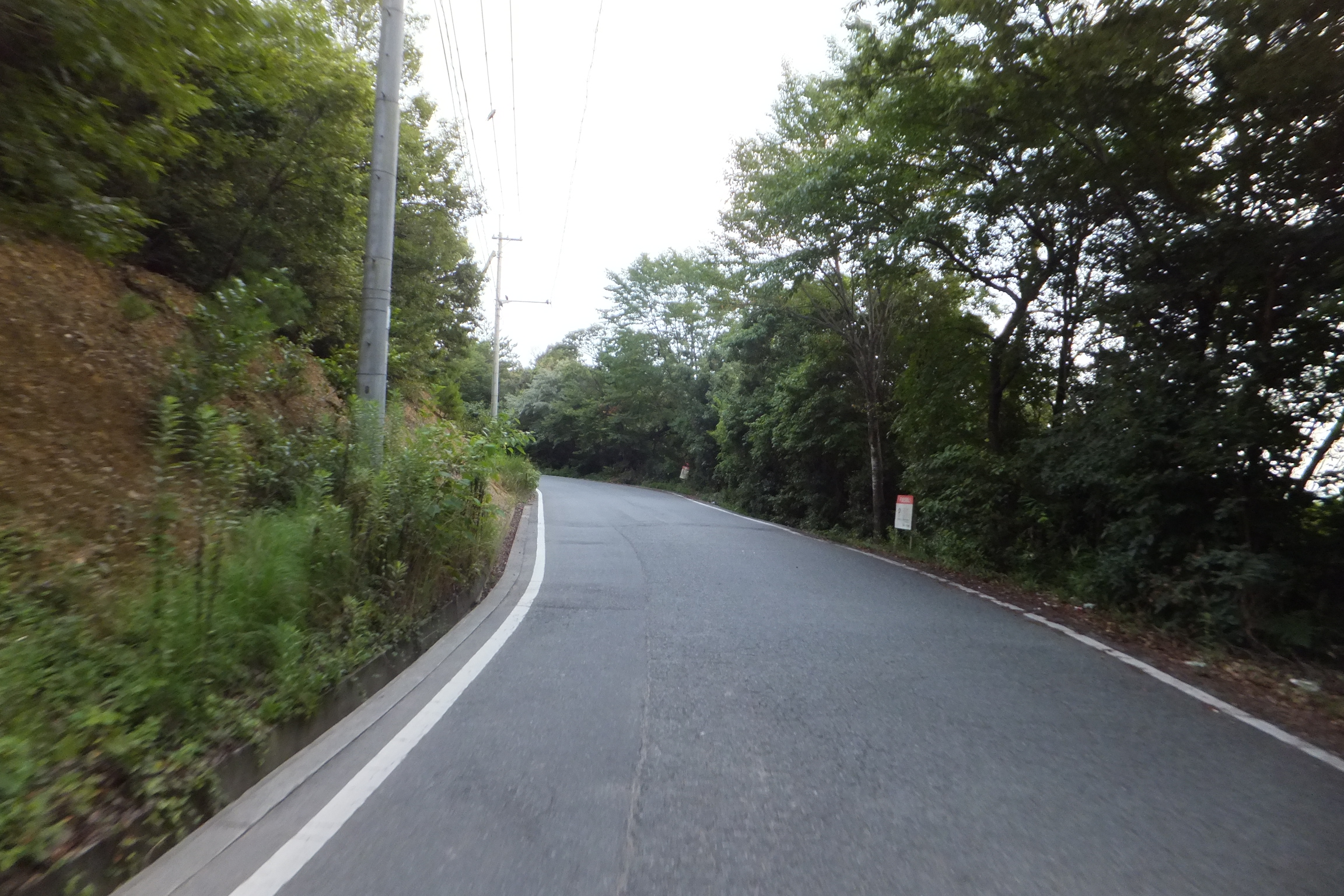
1車線区間 三木市久留美で撮影
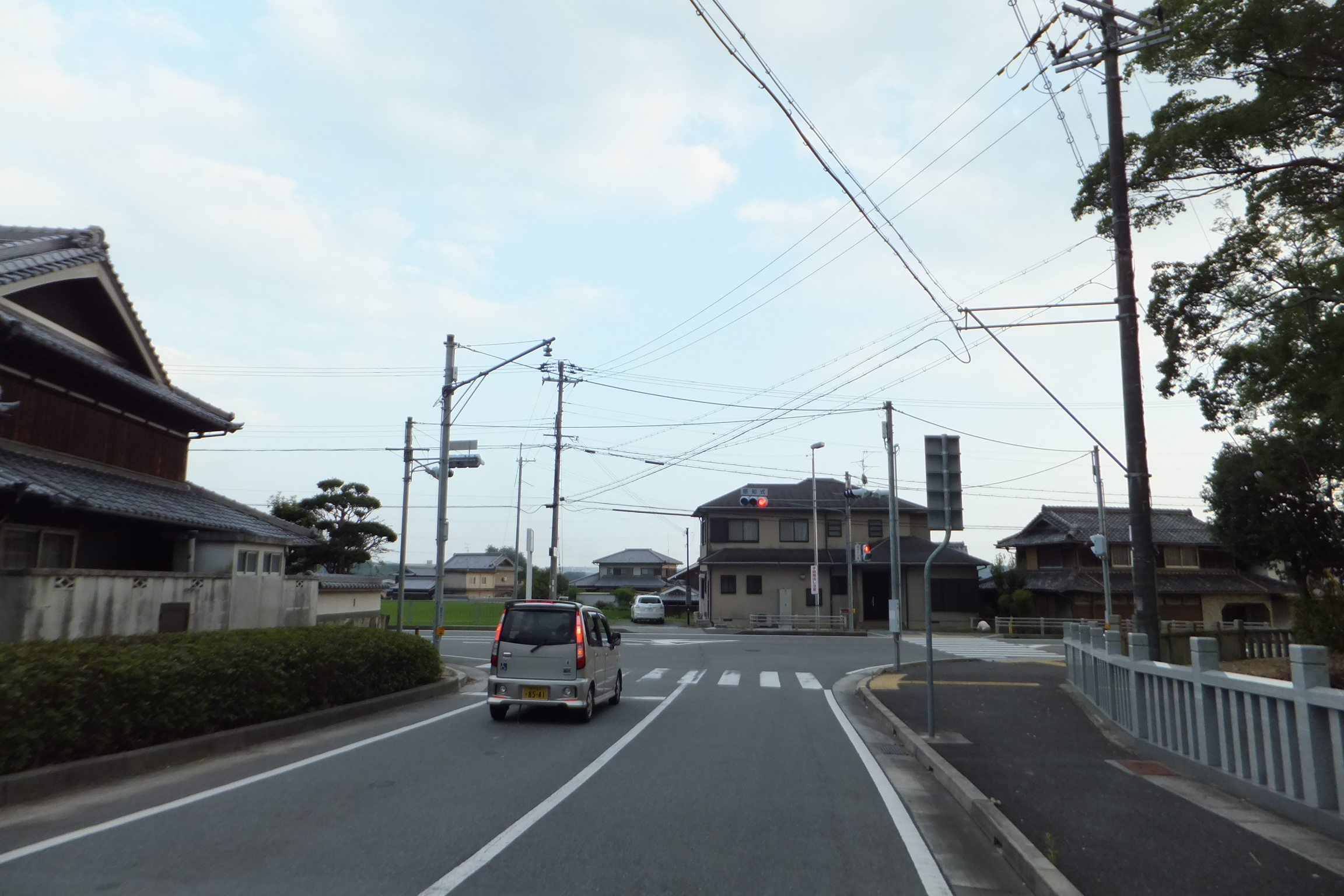
終点付近 三木市久留美で撮影